# العلاقات التوفالية الجورجية
العلاقات التوفالية الجورجية هي العلاقات الثنائية التي تجمع بين توفالو وجورجيا.

## مقارنة بين البلدين
هذه مقارنة عامة ومرجعية للدولتين:
| وجه المقارنة                                              | توفالو                         | جورجيا                          |
| --------------------------------------------------------- | ------------------------------ | ------------------------------- |
| المساحة (كم2)                                             | 26                             | 69.70 ألف                       |
| عدد السكان (نسمة)                                         | 11.19 ألف                      | 3.72 مليون                      |
| الكثافة السكانية (ن./كم²)                                 | 43.04 ألف                      | 53.37                           |
| العاصمة                                                   | فونافوتي                       | تبليسي، كوتايسي                 |
| اللغة الرسمية                                             | اللغة التوفالوية، لغة إنجليزية | اللغة الجورجية، اللغة الأبخازية |
| العملة                                                    | دولار توفالو                   | لاري جورجي                      |
| الناتج المحلي الإجمالي (بليون دولار)                      | 39.73 مليون                    | 15.16 مليار                     |
| الناتج المحلي الإجمالي (تعادل القوة الشرائية) بليون دولار | 38.93 مليون                    | 35.68 مليار                     |
| الناتج المحلي الإجمالي الاسمي للفرد دولار أمريكي          | 3.29 ألف                       | 3.79 ألف                        |
| الناتج المحلي الإجمالي للفرد دولار أمريكي                 | 3.77 ألف                       |                                 |
| مؤشر التنمية البشرية                                      |                                | 0.754                           |
| رمز المكالمات الدولي                                      | +688                           | +995                            |
| رمز الإنترنت                                              | .tv                            | .ge، .გე ‏                       |
| المنطقة الزمنية                                           | ت ع م+12:00                    | ت ع م+04:00                     |

## منظمات دولية مشتركة
يشترك البلدان في عضوية مجموعة من المنظمات الدولية، منها:
| علم المنظمة | اسم المنظمة                   | تاريخ انضمام توفالو | تاريخ انضمام جورجيا |
| ----------- | ----------------------------- | ------------------- | ------------------- |
|             | يونسكو                        | 21 أكتوبر 1991      | 7 أكتوبر 1992       |
|             | الاتحاد البريدي العالمي       | ?                   | ?                   |
|             | الاتحاد الدولي للاتصالات      | 15 أغسطس 1996       | 7 يناير 1993        |
|             | الأمم المتحدة                 | 5 سبتمبر 2000       | 31 يوليو 1992       |
|             | البنك الدولي للإنشاء والتعمير | 24 يونيو 2010       | 7 أغسطس 1992        |
|             | مؤسسة التنمية الدولية         | 24 يونيو 2010       | 31 أغسطس 1993       |

## وصلات خارجية
- موقع وزارة الخارجية الجورجية